# Баранка (теннис)
Баранка (или бейгл (англ. bagel), сухой сет, игра всухую) — термин, обозначающий в теннисе ситуацию, когда сет заканчивается со счетом 6:0.  Автором термина является американский теннисист Эдди Диббс. Несмотря на сленговый характер, термин активно используют не только в разговорной речи, но и в печатных изданиях на русском и английском языках.
Редчайшей разновидностью бейгла является золотой сет.
Во многих случаях «бейгл» означает безусловное превосходство победителя в мастерстве и классе. Большинство баранок фиксируются в первых раундах теннисных турниров, где фавориты часто встречаются с теннисистами, прошедшими квалификацию, «лаки-лузерами» или получившими «уайлд кард».
Поражение со счетом 0:6 может являться результатом психологического срыва, физической усталости или даже травмы. Так бейглы встречаются в финалах крупных турниров, что уже нельзя объяснить различием в классе игроков.
Наконец, проигрыш сета всухую, особенно в затяжных пятисетовых поединках, может являться даже тактическим приёмом. Например, теннисист проигрывает в начале сета свою подачу и затем отдаёт партию без борьбы с целью экономии сил и отдыха, в надежде на активную игру в следующем сете. Одновременно данным приёмом можно ввести в заблуждение оппонента, который может решить, что соперник сломлен и исход матча решён.
С 2004 по 2015 год по итогам теннисного сезона вручался специальный приз Golden Bagel Award, который получал теннисист, выигравший в одиночном мужском разряде в течение календарного года наибольшее число сухих сетов.

## Покрытия
На быстрых покрытиях (прежде всего, на траве) сделать бейгл гораздо труднее, чем на медленных (например, на грунте или харде). Это объясняется тем, что при быстром отскоке возрастает эффективность подачи. Поэтому выиграть подряд три гейма на чужой подаче (что необходимо для сухого сета) даже у не самого сильного соперника далеко не просто.
Статистические данные турниров Большого шлема подтверждают это. Так, С 2011 по 2016 гг. в мужском одиночном разряде в Уимблдоне (на траве) было сделано 40 бейглов, на Ролан Гарросе (на грунте) — 75, на чемпионате США (на харде) — 73, на чемпионате Австралии (на харде) — 65.
Статистика за период с 2005 по 2010 гг. еще более красноречива: Уимблдон — 43, Ролан Гаррос — 93, чемпионат США — 88, чемпионат Австралии — 100.
Показатели 2000-2004 гг. также подтверждают тенденцию: Уимблдон – 44, Ролан Гаррос – 99, чемпионат США – 57, чемпионат Австралии – 73.
Одиннадцатикратный победитель турниров Большого шлема Бьорн Борг, одинаково сильно игравший на траве и на грунте (пятикратный чемпион Уимблдона и шестикратный Ролан Гарроса), выиграл на Ролан Гарросе 20 сухих сетов, а в Уимблдоне — всего 5.

## Двойная баранка
Итог матча 6-0, 6-0 на турнирах Большого шлема в мужском одиночном разряде в настоящее время невозможен, так как матчи проводятся из пяти сетов. Тем не менее возможна своеобразная «внутренняя двойная баранка», когда теннисист выигрывает два сухих сета подряд в ходе одного матча. Последний такой случай произошел в 2013 году на чемпионате США, когда серб Новак Джокович обыграл испанца Марселя Гранольерса 6-3, 6-0, 6-0.
В 1970-е годы в первых раундах матчи на чемпионатах Франции и США проходили в двух сетах. Поэтому в истории осталось 3 случая полноценной двойной баранки:
- 1974 (1-й круг Ролан Гарроса) Р. Рамирес – В. Франкитти
- 1975 (1-й круг Ролан Гарроса) Г. Вилас – Х-И. Плец
- 1977 (1-й круг чемпионата США) И. Настасе – Ф. МакМиллан

У женщин на турнирах Большого шлема двойной бейгл является достаточно обычным явлением. Так в «открытую эпоху» ни один матч не закончился с сухим счетом, только в 1968 и 2005 гг. Самыми «урожайными» стали сезоны 1974 и 1993 гг., когда сразу по 8 поединков имели результат 6-0, 6-0.
Не менее пяти дабл-бейглов на турнирах Большого шлема в одиночном женском разряде на счету следующих теннисисток: С. Ленглен (Франция), М. Смит-Корт (Австралия) – по 14; К. Эверт (США) – 13; Х. Уиллс-Муди (США) – 10; Ш. Граф (Германия) – 7; К. Клийстерс (Бельгия), М. Пьерс (Франция), М. Шарапова (Россия)  – по 6;  М. Селеш (СФРЮ/США)  –  5.
Кроме Марии Шараповой со счетом 6-0, 6-0 на турнирах Большого шлема из числа советских и российских теннисисток выигрывали: Анна Курникова – дважды, Марина Крошина, Наталья Зверева, Вера Звонарёва и Динара Сафина – по одному разу.
Известно 5 случаев, когда двойной баранкой заканчивались матчи в которых играли два теннисиста, в разное время являвшихся первыми ракетками мира:
- 1981 (Амелия-Айленд) К. Эверт — М. Навратилова 6-0, 6-0[7]
- 1982 (Ист-Рутерфорд) К. Эверт — Т. Остин 6-0, 6-0[8]
- 1984 (Форрест-Хиллс) И. Лендл — Дж. Коннорс 6-0, 6-0[9]. Интересно, что в предыдущем матче между этими игроками на турнире в Роттердаме при счете в пользу И. Лендла  6-0, 1-0 Дж. Коннорс отказался продолжать игру.
- 2005 (Индиан-Уэллс) Л. Дэвенпорт — М. Шарапова 6-0, 6-0[10]
- 2011 (чемпионат Австралии) К. Клийстерс — Д. Сафина 6-0, 6-0

## Тройная баранка
Трипл-бейгл встречается нечасто. В «открытую эру» (т.е. начиная с Ролан Гарроса-68) на турнирах Большого шлема такой счёт был зафиксирован 5 раз:
- 1968 (Ролан Гаррос) Н. Шпеар – Д. Конте
- 1987 (Ролан Гаррос) К. Новачек — Э. Бенгоэчеа
- 1987 (Уимблдон) С. Эдберг – С. Эрикссон
- 1987 (чемпионат США) И. Лендл – Б. Моир
- 1993 (Ролан Гаррос) С. Бругера – Т. Шампион.

Всего с учетом предварительных раундов Кубка Дэвиса в открытую эру было зафиксировано 17 трипл-бейглов.
Австралиец Ллейтон Хьюитт вёл в счёте 6-0; 6-0, 5-0 против испанца Алекса Корретхи во втором круге чемпионата Австралии 2000 года, но 1 гейм всё же проиграл. История повторилась в первом круге того же чемпионата 2007 года — Энди Маррей обыграл Альберто Мартина 6-0; 6-0, 6-1.

## Берлок
Аргентинский теннисист Карлос Берлок в 2006 году на турнире в Ки-Бискейне в первом круге обыграл американца Дональда Янга 6-0, 6-0, а в следующем матче уступил его соотечественнику Джеймсу Блейку 0-6, 0-6.

## Олимпийский рекорд Черкасова
На Олимпийских играх по количеству сухих сетов в мужском одиночном разряде лидирует российский теннисист Андрей Черкасов — у него на счету 4 бейгла. По три олимпийские баранки сделали 4 игрока: англичанин Ч. Диксон, немец О. Кройцер, один из французских «мушкетеров» Р. Лакост и итальянец У. де Морпурго.
Из российских теннисистов по одному сухому сету на Олимпиадах также выигрывали А. Чесноков и Е. Кафельников.
Только три теннисиста делали бейгл на 2 Олимпиадах: Ч. Диксон (1908 и 1912), испанец М. Алонсо (1920 и 1924) и А. Черкасов (1988 и 1992).
В женском одиночном разряде наибольшее количество сухих сетов на Олимпийских играх выиграли: непревзойдённая С. Ленглен (Франция) — 8, К. МакКейн (Великобритания) — 5, Ш. Граф (Германия) и С. Уильямс (США) — по 4.
Российская теннисистка В. Звонарёва выиграла на Олимпиадах 2 партии со счетом 6-0. По одному олимпийскому бейглу сделали следующие отечественные спортсменки: Н. Зверева, Е. Манюкова, А. Мыскина, М. Кириленко, М. Шарапова, С. Кузнецова, Ек. Макарова и А. Павлюченкова.
Бейглы на 2 Олимпиадах выполнили 7 теннисисток: К. МакКейн (1920 и 1924), Ш. Граф (1988 и 1992), американка М.-Дж. Фернандес (1992 и 1996), испанка А. Санчес (1992 и 2000), американка М. Селеш (1996 и 2000), С. Уильямс (2008 и 2012) и П. Квитова (2012 и 2016) из Чехии.

## Рекорды «Большого шлема»

### Мужчины
За всю историю турниров «Большого шлема» в одиночном мужском разряде наибольшее количество сухих сетов выиграли:
| 1—2. | А. Агасси (США), Р. Эмерсон (Австралия) | по 49 |
| 3.   | Р. Федерер (Швейцария)                  | 46    |
| 4.   | Дж. Коннорс (США)                       | 44    |
| 5.   | И. Лендл (ЧССР/США)                     | 42    |
| 6.   | Дж. Бромвич (Австралия)                 | 40    |
| 7.   | Р. Надаль (Испания)                     | 39    |
| 8.   | Н. Джокович (Сербия)                    | 38    |
| 9.   | Б. Тилден (США)                         | 37    |
| 10.  | Б. Борг (Швеция)                        | 35    |

В число российских и советских теннисистов, выигрывавших хотя бы один сет всухую на турнирах «Большого шлема» входят:
| М. Южный                                                                            | 19   |
| Н. Давыденко                                                                        | 17   |
| Е. Кафельников                                                                      | 12   |
| М. Сафин                                                                            | 7    |
| А. Метревели, А. Черкасов, А. Чесноков                                              | по 6 |
| А. Волков, С. Лихачев, Д. Турсунов                                                  | по 3 |
| И. Андреев                                                                          | 2    |
| Т. Какулия, А. Высанд, А. Кузнецов, Т. Габашвили, И. Куницын, Е. Королев, А. Рублев | по 1 |

На отдельных турнирах «Большого шлема» лучшими бейглистами являются:
- Чемпионат Австралии: 1. Дж. Бромвич — 21; 2. Р. Федерер — 17; 3. Дж. Кроуфорд (Австралия) — 16.
- Ролан Гаррос: 1—3. Б. Борг, Г. Вилас, Р. Надаль — по 20.
- Уимблдон: 1. Р. Эмерсон — 15; 2—3. Дж. Коннорс, Б. Тилден — по 12.
- Чемпионат США: 1. Дж. Коннорс — 22; 2—3. И. Лендл, Б. Тилден — по 20.

### Женщины
В женском одиночном разряде наибольшее число сухих сетов выиграли:
| 1.  | К. Эверт (США)            | 106 |
| 2.  | М. Смит-Корт (Австралия)  | 89  |
| 3.  | М. Навратилова (ЧССР/США) | 72  |
| 4.  | Ш. Граф (Германия)        | 71  |
| 5.  | С. Уильямс (США)          | 65  |
| 6.  | Х. Уиллс-Муди (США)       | 57  |
| 7.  | М. Селеш (СФРЮ/США)       | 54  |
| 8.  | М. Шарапова (Россия)      | 51  |
| 9.  | А. Санчес (Испания)       | 46  |
| 10. | Г. Сабатини (Аргентина)   | 44  |

Всего 37 советских и российских теннисисток выигрывали хотя бы один сет со счетом 6-0 на турнирах Большого шлема. В первую десятку входят:
| 1.    | М. Шарапова                            | 51    |
| 2.    | С. Кузнецова                           | 19    |
| 3.    | В. Звонарёва                           | 16    |
| 4.    | Е. Дементьева                          | 14    |
| 5—7.  | Д. Сафина, О. Морозова, Н. Петрова     | по 13 |
| 8.    | Н. Зверева                             | 8     |
| 9—11. | Е. Лиховцева, Ек. Макарова, А. Мыскина | по 7  |

На отдельных турнирах «Большого шлема» наибольшее число сухих сетов выиграли:
- Чемпионат Австралии: 1. М. Смит-Корт — 25; 2. М. Шарапова — 18; 3. С. Уильямс — 15.
- Ролан Гаррос: 1. К. Эверт — 26; 2. А. Санчес — 22; 3. Г. Сабатини — 21.
- Уимблдон: 1—2. С. Ленглен, К. Эверт — по 29; 3. М. Смит-Корт — 25.
- Чемпионат США: 1. К. Эверт — 43; Х. Уиллс-Муди — 31; 3. М. Смит-Корт — 27.

#### Финалы
Три женских финала в истории турниров «Большого шлема» закончились дабл-бейглом  6-0, 6-0:
- Уимблдон-1911: Д. Ламберт-Чамберс — Д. Бутби.
- Ролан Гаррос-1988: Ш. Граф — Н. Зверева.
- Уимблдон-2025: И. Свёнтек — А. Анисимова.

## Другие факты
В истории главных турниров известно 3 случая (причем 2 из них произошли на одном турнире), когда игрок, проигравший 2 сета в матче всухую, тем не менее оказывался победителем:
- 1935 (Чемпионат США среди профессионалов) Б. Тилден — К. Козелух 0-6, 6-1, 6-4, 0-6, 6-4[16]
- 1969 (Ролан Гаррос) С. Мэтьюз — И. Настасе 6-3, 0-6, 0-6, 6-4, 8-6
- 1969 (Ролан Гаррос) Д. Ралстон — П. Родригес 6-2, 6-4, 0-6, 0-6, 6-4.

Сюзанн Ленглен выиграла за карьеру 7 турниров, в которых во всех матчах не проиграла ни одного гейма.